# Родич, Иван
Иван Родич (хорв. Ivan Rodić; 11 ноября 1985, Омиш, СФРЮ) — хорватский футболист, нападающий клуба «Дугополе».

## Биография
Иван Родич начал свою карьеру в 2004 году, в составе хорватского клуба «Мосор» (Жрновница), которому и посвятил три года своей карьеры. После чего перешёл в «Имотски», но уже в следующем сезоне перешёл в «Шибеник» из высшего дивизиона Хорватии. Однако и там не смог прижиться. В следующем году он уже защищал цвета сплитского «Хайдука», ещё через год он перешёл в «Риеку» из одноимённого города, а вскоре переехал в Пулу, чтобы забивать голы за местный клуб «Истра 1961», правда, из-за малой игровой практики, он не смог себя проявить. В общей сложности, в высшем дивизионе Хорватии он провел 50 матчей и забил 12 голов.
Зимой 2012 года прибыл на просмотр в луганскую «Зарю», после чего и был подписан.
В чемпионате Украины дебютировал 3 марта 2012 года в домашнем матче против львовских «Карпат» (5:1), где и забил свой первый гол за новый клуб, на 61 минуте, проигрывая в борьбе за мяч в чужой штрафной, он сумел в падении протолкнуть «круглого» между ног вратаря соперников прямо в ворота.
31 августа 2013 года подписал контракт с киевским «Арсенал».
В конце августа 2015 подписал двухлетний контракт с «Металлистом».

## Достижения
- Серебряный призёр чемпионата Хорватии: 2009/10